# Градец (Видинская область)
Гра́дец (болг. Градец) — село в Болгарии. Находится в Видинской области, входит в общину Видин. Население составляет 1 404 человека.

## Политическая ситуация
В местном кметстве Градец, в состав которого входит Градец, должность кмета (старосты) исполняет Никола Йончев Дочков (коалиция в составе партий: Болгарская социалистическая партия (БСП), Земледельческий союз Александра Стамболийского (ЗСАС), Объединённый блок труда (ОБТ)) по результатам выборов.
Кмет (мэр) общины Видин — Румен Ангелов Видов (Граждане за европейское развитие Болгарии (ГЕРБ)) по результатам выборов.